# Ширин (город)

Сырдарьинская ГРЭС, 1976 год.

Шири́н (узб. Shirin / Ширин) — город в Сырдарьинской области Узбекистана.
Рядом с городом находятся железнодорожная станция Фархад, Фархадская ГЭС и Сырдарьинская ГРЭС.

## История
История города неотъемлемо связана со строительством Сырдарьинской ГРЭС в начале 1970-х годов — одной из крупнейших электростанций на территории бывшего Советского Союза.
До этой поры в непосредственной близи существовали небольшие сельские поселения, а также посёлок рядом с Фархадской ГЭС, построенной в 1940-е годы по проекту архитектора И.Ю. Каракиса.
В строительстве Фархадской ГЭС с 1945 по 1956 годы участвовало около 5000 японских военнопленных. Возведение новой тепловой электростанции на берегу Голодностепского канала привлекло несколько тысяч специалистов со всего Советского Союза.
Для работников ГРЭС и их семей был сначала воздвигнут временный посёлок, а затем и современный город (статус присвоен в 1972 году) со всей необходимой инфраструктурой. В середине 1980-х годов в Ширине работали 3 общеобразовательные школы, техникум и ПТУ.
В конце 1980-х годов и особенно после развала СССР в городе наблюдался существенный отток русскоязычного населения, а, значит, и квалифицированных кадров. Численность населения в 1991 году составила 12 000 человек.
Проблемы финансирования и неблагоприятные природные условия (перепады температуры, соленистая почва, шквальные ветра) оказали негативное влияние на город, основной жилищный фонд которого составляют панельные постройки.

Ширин. Жилой дом. 2006 год.